# صفحه ایستر
صفحه ایستر (انگلیسی: Easter Plate) یک صفحه زمین‌ساختی کوچک (ریزصفحه) با طول و عرض ۵۵۰ و ۴۱۰ کیلومتر در جنوب شرق اقیانوس آرام است. این صفحه در غرب با صفحه اقیانوس آرام و در شرق با صفحه نازکا محدود می‌شود. تمام سطح صفحه ایستر با اقیانوس آرام پوشیده شده است. نام صفحه ایستر از جزیره ایستر گرفته شده که در شرق این صفحه و مرز آن با صفحه نازکا قرار دارد.